# ماري ووكر (ناشط سياسي)
ماري ووكر (بالإنجليزية: Mary Lily Walker) (و. 1863 – 1913 م) هي ناشطة سياسية إسكتلندية، توفيت عن عمر يناهز 50 عاماً.

## التعليم
تعلمت في جامعة دندي.